# Comté de Jefferson (Ohio)
Pour les articles homonymes, voir Comté de Jefferson.
Le comté de Jefferson est situé dans l’État de Ohio, aux États-Unis. Il comptait 73 894 habitants en 2000. Son siège est Steubenville.